# Kesrisinghpur
Kesrisinghpur è una suddivisione dell'India, classificata come municipality, di 13.152 abitanti, situata nel distretto di Ganganagar, nello stato federato del Rajasthan. In base al numero di abitanti la città rientra nella classe IV (da 10.000 a 19.999 persone).

## Geografia fisica
La città è situata a 29° 59' 28 N e 73° 36' 58 E.

## Società

### Evoluzione demografica
Al censimento del 2001 la popolazione di Kesrisinghpur assommava a 13.152 persone, delle quali 6.919 maschi e 6.233 femmine. I bambini di età inferiore o uguale ai sei anni assommavano a 2.057, dei quali 1.144 maschi e 913 femmine. Infine, coloro che erano in grado di saper almeno leggere e scrivere erano 8.097, dei quali 4.793 maschi e 3.304 femmine.